# Президентская медаль «За заслуги»
Президентская медаль «За заслуги»  (таг. Pampanguluhang Medalya ng Merito) — государственная награда Филиппин VII класса.

## История награды
Президентская медаль «За заслуги» учреждена указом Президента № 236 от 19 сентября 2003 года вместо Президентской премии «За заслуги».

## Положение о награде
Президентской медалью «За заслуги» могут быть награждены:
- Президент Филиппин и члены Кабинета министров за выдающиеся заслуги;
- граждане Республики Филиппины и иностранные граждане: 
  - за повышение престижа страны на международных мероприятиях, в области литературы, науки, искусства, развлечений и других гражданских областях деятельности, которые способствуют повышению национальной гордости и художественного совершенства;
  - за заслуги по повышению престижа Республики Филиппины, возглавляя филиппинские делегации и обеспечивая их успех на крупных международных конференциях; при посещении Президентом зарубежных и крупных международных мероприятиях, проводимых на Филиппинах;
- граждане Республики Филиппины:
  - ушедшие в отставку работники культуры и артисты за официальную службу или консультативную помощь Правительству;
- иностранные граждане, способствующие развитию филиппинской культуры.